# Livre IX des Fables de La Fontaine
Le Livre IX des Fables de La Fontaine, publié en 1678, contient 19 fables :
1. Le Dépositaire infidèle
2. Les Deux Pigeons
3. Le Singe et le Léopard
4. Le Gland et la Citrouille
5. L’Écolier, le Pédant et le Maître d’un jardin
6. Le Statuaire et la Statue de Jupiter
7. La Souris métamorphosée en fille
8. Le Fou qui vend la Sagesse
9. L'Huître et les Plaideurs
10. Le Loup et le Chien maigre
11. Rien de trop
12. Le Cierge
13. Jupiter et le Passager
14. Le Chat et le Renard
15. Le Mari, la Femme et le Voleur
16. Le Trésor et les Deux Hommes
17. Le Singe et le Chat
18. Le Milan et le Rossignol
19. Le Berger et son troupeau
20. Discours à Madame de La Sablière